# Bentyra testacea
Bentyra testacea är en stekelart som först beskrevs av Gyöö Viktor Szépligeti 1908.  Bentyra testacea ingår i släktet Bentyra och familjen brokparasitsteklar. Inga underarter finns listade.